# Empoasca pallidula
Empoasca pallidula är en insektsart som beskrevs av Delong 1931. Empoasca pallidula ingår i släktet Empoasca och familjen dvärgstritar.
Artens utbredningsområde är Arizona. Inga underarter finns listade i Catalogue of Life.